# Lokacje łanów opuszczonych

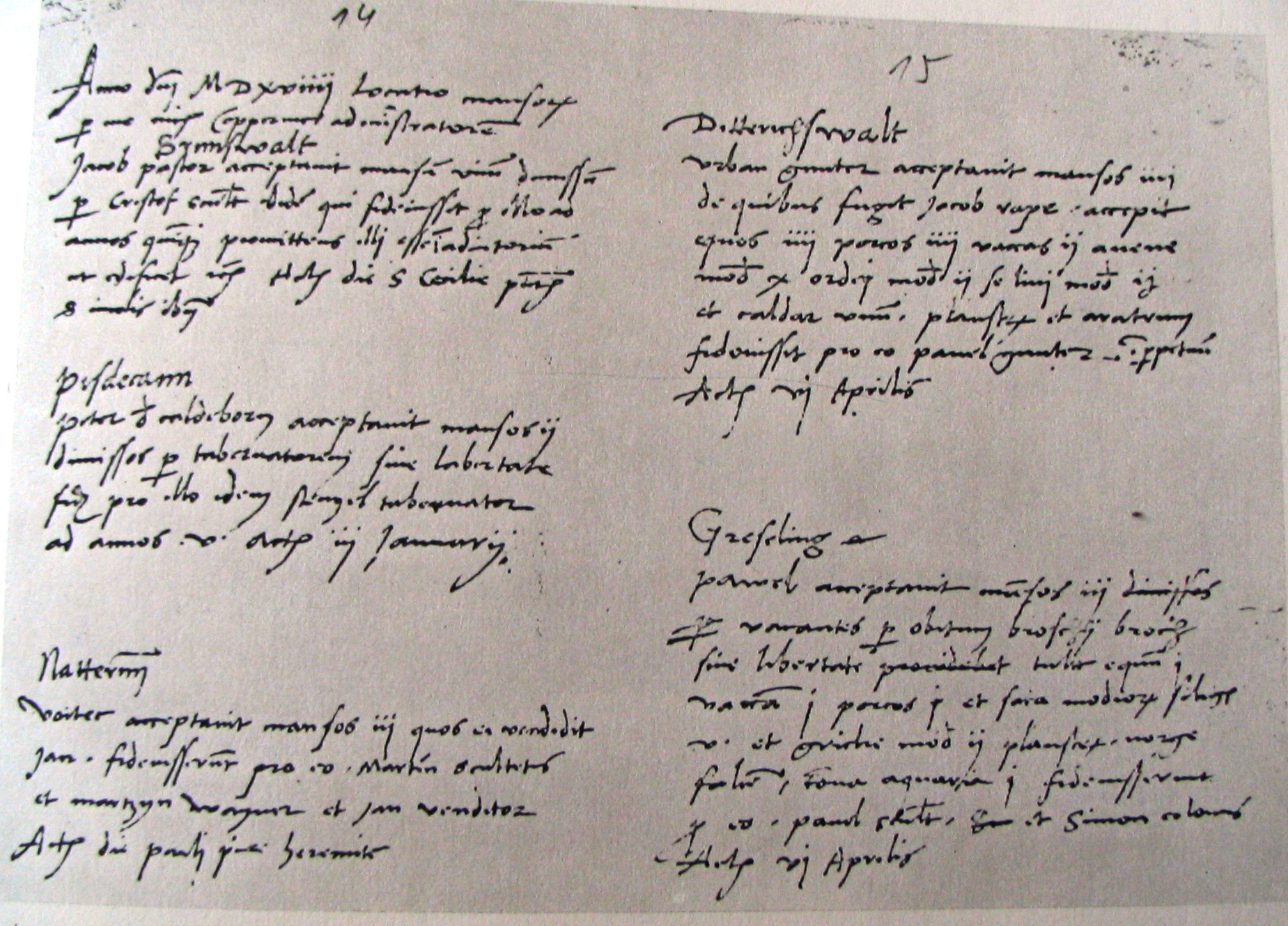
Locationes mansorum desertorum

Lokacje łanów opuszczonych (łac. Locationes mansorum desertorum) – rękopis Mikołaja Kopernika z lat 1516–1521 należący do serii kapitulnych ksiąg gospodarczych z przełomu XV i XVI wieku.

## Historia
Locationes mansorum desertorum zostały założone pierwotnie w roku 1481. Były to specjalne księgi, w których administratorzy prowadzili szczegółową ewidencję zasiedlonych ziem pozostających pod ich zarządem. Zapisy tam naniesione odzwierciedlają zabiegi kapituły warmińskiej mające na celu zagospodarowanie gospodarstw opuszczonych podczas wojen w II połowie XV wieku oraz zwiększenie dochodów z już istniejących gospodarstw chłopskich.
Mikołaj Kopernik objął funkcję administratora kapituły warmińskiej i osiadł w Olsztynie 8 listopada 1516. Kapituła warmińska była właścicielem 1/3 obszaru dóbr ziemskich obszaru ówczesnej Warmii, resztę zaś stanowiło dominium biskupie. W okresie administrowania dobrami przez Kopernika kontynuowany był proces intensywnego zagospodarowywania ziem spustoszonych w wyniku wojen z zakonem krzyżackim, sprowadzania osadników i osadzania ich na łanach we wsiach, wymiany gospodarstw chłopskich oraz dbałości o uprawę ziemi.
W Locationes mansorum desertorum znajdują się zapisy przede wszystkim dotyczące kontraktów zawieranych z nowymi osadnikami oraz umowy zawierane pomiędzy poszczególnymi chłopami, dotyczące np. zamiany gospodarstw. Mikołaj Kopernik dokonał łącznie 66 zapisów, z których 37 dotyczy oddania ziemi w ręce nowych użytkowników. Wraz z ziemią chłopom był przekazywany żywy inwentarz (woły, konie, bydło, świnie) oraz narzędzia rolnicze, a czasem także zboże do zasiewów. Ponadto administrator udzielał tzw. wolnizny – okresowo zwalniał osadnika od płacenia dorocznego czynszu oraz od powinności służebnych, tj. szarwarków; zazwyczaj wolnizna wynosiła 3 do 4 lat. 
Zapisy w Locationes mansorum desertorum dokonywane przez Kopernika są skrupulatne. Przykłady:
- Pluski – sołtys Andrzej sprzedawszy sołectwo Bartoszowi objął 2 łany,
- Naglady – Marcin Voyteg objął 4 łany, które mu odstąpił Jerzy Voyteg bez wolnizny,
- Gryźliny – Stanisław objął 3 łany, z których zbiegł przed pięciu laty Cranzel. Dałem mu 1 konia, 1 byczka i ćwierć zasiewów tegorocznych ze zwolnieniem od najbliższego czynszu oraz służebności na ten i przyszły rok.

Czynności lokacyjne Mikołaja Kopernika wymagały najczęściej jego obecności na miejscu, w zasiedlanej wsi. Kopernik podróżował często po administrowanych terenach, zazwyczaj w obecności swojego pacholika Hieronima i sługi Wojciecha Cebulskiego. Zapisy potwierdzają, że w opustoszałych wsiach polskich Kopernik chętnie lokował chłopów napływających z Mazowsza. W Locationes mansorum desertorum figuruje wielu Wojtków, Szczepanów, Stanisławów, Andrzejów, którzy zasiedlając Warmię, przyczyniali się do jej polonizacji i zmieniali w sposób zasadniczy oblicze etniczne tego regionu – dotychczas charakteryzującego się przewagą ludności pochodzenia staropruskiego i kolonistów niemieckich. W czasie 4 lat swojego urzędowania Kopernik odwiedził 41 wsi, wiele z nich kilkakrotnie i przedsięwziął w tym celu 65 podróży (często dwu- i trzydniowych).
Działalność Kopernika udokumentowana przez niego w Locationes mansorum desertorum – w porównaniu z innymi administratorami – była bardzo owocna i ożywiona. Kopernik traktował chłopów bardzo dobrze, okazując im daleko idącą pomoc. Szczególnie dbał o zabezpieczenie starości ludziom bezdzietnym i niedołężnym. Zwalniał od czynszów, przydzielał starcze renty, dokonywał wykupu gospodarstw, umożliwiając ludziom spokojne dożycie starych lat w rodzinnych wsiach. W ówczesnym czasie przeważnie w ogóle nie dbano o los starych ludzi. Byli oni lokowani w przytułkach – instytucjach o więziennym rygorze i skąpym wyżywieniu. Na tym tle działalność Kopernika wyróżnia się dużym, jak na owe czasy, humanitaryzmem.
Lokacje łanów opuszczonych zachowały się w oryginale w Archiwum Kapituły we Fromborku. Znajdują się w nich karty zapisane własnoręcznie przez Mikołaja Kopernika, a także późniejsze zaordynowane przez niego lokacje, ale zapisane już przez jego następcę na urzędzie administratora – Tiedemanna Giesego.

## Edycje
- Mikołaja Kopernika Lokacje łanów opuszczonych, wydał Marian Biskup, Olsztyn: Pojezierze, 1970 (Rozprawy i Materiały Ośrodka Badań Naukowych im. Wojciecha Kętrzyńskiego w Olsztynie, ISSN 0585-3893, nr 31).
- Mikołaj Kopernik, Lokacje łanów opuszczonych, wydał Marian Biskup, wyd. 2, Olsztyn: Pojezierze, 1983 (Literatura Warmii i Mazur w Dawnych Wiekach), ISBN 83-7002-149-2.